# Era de la Nueva República
La Era de la Nueva República es un período de la historia del universo ficticio de Star Wars. Engloba la historia de la Nueva República desde 5 DBY a 25 DBY, dejando fuera los últimos tres años de guerra.
Abarca veinte años y es el más explorado de toda la saga debido a la gran cantidad de cómics y libros que no dejan casi ningún año sin narrar. Esto se debe a que todos los escritores de Star Wars sólo dispusieron de esta época para escribir pues la Era del Surgimiento del Imperio les estaba negada hasta el estreno de las tres precuelas.

## Historia
La Rebelión ha triunfado sobre el Imperio, volviendo a convertirlo en una República. Ha de superar crisis localizadas, combatir a los restos imperiales, que luchan también entre ellos, y tomar el control de Coruscant. Esta era narra batallas y cruzadas contra todo tipo de señores de la guerra imperiales, fuerzas de Jedi Oscuros, y más adelante, varias crisis independientes. También muestra los inicios de lo que será la Nueva Orden Jedi iniciada por Luke Skywalker.
Entre las campañas militares están la del Gran Almirante Thrawn y las del Emperador Resucitado y su séquito oscuro, así como las de los Jedi Oscuros.
- Datos: Q5640410